# Quận của tỉnh Loir-et-Cher
3 quận của tỉnh Loir-et-Cher gồm:
1. Quận Blois, (tỉnh lỵ của tỉnh Loir-et-Cher: Blois) với 14 tổng và 136 xã. Dân số của quận này là 171.491 người năm 1990, 177.282 người năm 1999, tăng trưởng dân số là 3.38%.
2. Quận Vendôme, (quận lỵ: Vendôme) với 9 tổng và 107 xã. Dân số của quận này là 66.471 người năm 1990, và 68.014 người năm 1999, tăng trưởng dân số là 2.32%.
3. Quận Romorantin-Lanthenay, (quận lỵ: Romorantin-Lanthenay) với 7 tổng và 48 xã. Dân số của quận này là 67.975 người năm 1990, và 69.672 người năm 1999, tăng trưởng dân số là 2.5%.